# Javier Azagra Labiano
Javier Azagra Labiano (Pamplona, 24 gennaio 1923 – Murcia, 16 novembre 2014) è stato un vescovo cattolico spagnolo.

## Biografia
Javier Azagra Labiano nacque a Pamplona il 24 gennaio 1923.

### Formazione e ministero sacerdotale
Studiò filosofia e teologia nel seminario di Pamplona.
Il 23 luglio 1950 fu ordinato presbitero. L'anno successivo conseguì la laurea in teologia presso la Pontificia Università di Salamanca. Venne quindi inviato a Roma per studi. Nel 1954 ottenne il dottorato in diritto canonico presso la Pontificia Università Gregoriana. Tornato in patria fu vicario parrocchiale a Caparroso e Tafalla dal 1954 al 1958 e consigliere diocesano della gioventù di Azione Cattolica e del Movimento rurale a Pamplona; vicario episcopale a Malaga dal 1967 al 1968 e vicario per la pastorale a Pamplona dal 1968 al 1970.

### Ministero episcopale
Il 17 luglio 1970 papa Paolo VI lo nominò vescovo ausiliare di Cartagena e titolare di Lacubaza. Ricevette l'ordinazione episcopale il 7 ottobre successivo dal cardinale Arturo Tabera Araoz, arcivescovo metropolita di Pamplona, co-consacranti il vescovo di Cartagena Miguel Roca Cabanellas e il vescovo ausiliare di Huesca Javier Osés Flamarique.
Il 23 settembre 1978 papa Giovanni Paolo I lo nominò vescovo di Cartagena.
Il 20 febbraio 1998 papa Giovanni Paolo II accettò la sua rinuncia al governo pastorale della diocesi per raggiunti limiti di età.
In seno alla Conferenza episcopale spagnola fu membro delle commissioni per le migrazioni dal 1972 al 1978 e per l'apostolato dei laici dal 1978 al 1999 e incaricato della pastorale giovanile dal 1984 al 1999.
Molto radicato nella comunità autonoma di Murcia, ricevette numerosi segni di apprezzamento come i titoli di figlio prediletto di Murcia, Cartagena e Molina de Segura; nonno dell'anno e gigante d'onore di Abarán e il dottorato honoris causa dell'Università Cattolica Sant'Antonio di Murcia.
Morì a Murcia il 16 novembre 2014 all'età di 91 anni. Le esequie si tennero il giorno successivo alle ore 16:30 nella cattedrale di Murcia. Al termine del rito fu sepolto nella cappella del Sacro Cuore di Gesù dello stesso edificio.

## Genealogia episcopale
La genealogia episcopale è:
- Cardinale Scipione Rebiba
- Cardinale Giulio Antonio Santori
- Cardinale Girolamo Bernerio, O.P.
- Arcivescovo Galeazzo Sanvitale
- Cardinale Ludovico Ludovisi
- Cardinale Luigi Caetani
- Cardinale Ulderico Carpegna
- Cardinale Paluzzo Paluzzi Altieri degli Albertoni
- Papa Benedetto XIII
- Papa Benedetto XIV
- Cardinale Enrico Enriquez
- Cardinale Francisco de Solís Folch de Cardona
- Vescovo Agustín Ayestarán Landa
- Arcivescovo Romualdo Antonio Mon y Velarde
- Cardinale Francisco Javier de Cienfuegos y Jovellanos
- Cardinale Cirilo de Alameda y Brea, O.F.M.
- Cardinale Juan de la Cruz Ignacio Moreno y Maisanove
- Cardinale José María Martín de Herrera y de la Iglesia
- Vescovo Leopoldo Eijo y Garay
- Cardinale Arturo Tabera Araoz, C.M.F.
- Vescovo Javier Azagra Labiano